# قائمة رؤساء الوزراء الباكستانيين الحاليين
رئيس الوزراء في باكستان هو رئيس الحكومة المنتخب لإحدى مقاطعات باكستان الأربعة أو الإقليمين الفرعيين غير الإقليميين اللذان يوجد بهما مجالس. يتم انتخاب رئيس الوزراء عن طريق الانتخابات وحزب الأغلبية مدعو لانتخاب زعيم تستمر ولايته لمدة خمس سنوات.

## رؤساء الوزراء الحاليين
يسرد الجدول أدناه رؤساء الوزراء الحاليين ورؤساء الوحدات الإدارية في باكستان اعتبارًا من أغسطس 2018.
| المقاطعة      | الاسم              | تولى المنصب (المدة)               | الحزب                    | الحزب | المرجع |
| ------------- | ------------------ | --------------------------------- | ------------------------ | ----- | ------ |
| بلوشستان      | جام كمال خان       | 20 أغسطس 2018 ( 3 سنة ، 65 أيام ) | حزب عوامي بلوشستان       |       | [ 1 ]  |
| خيبر بختونخوا | محمود خان          | 17 أغسطس 2018 ( 3 سنة ، 68 أيام ) | حركة الإنصاف الباكستانية |       | [ 2 ]  |
| البنجاب       | سردار عثمان بوزدار | 20 أغسطس 2018 ( 3 سنة ، 65 أيام ) | حركة الإنصاف الباكستانية |       | [ 3 ]  |
| السند         | سيد مراد علي شاه   | 17 أغسطس 2018 ( 3 سنة ، 68 أيام ) | حزب الشعب الباكستاني     |       |        |
| غلغت-بلتستان  | خالد خورشيد        | 1 ديسمبر 2020 ( 327 أيام )        | حركة الإنصاف الباكستانية |       | [ 4 ]  |

### رئيس الوزراء الحالي لأزاد جامو كشمير
| المنطقة          | الاسم                | تولى المنصب (المدة)      | الحزب                    | الحزب | المرجع |
| ---------------- | -------------------- | ------------------------ | ------------------------ | ----- | ------ |
| آزاد جامو وكشمير | عبد القيوم خان نيازي | 4 أغسطس 2021 ( 81 أيام ) | حركة الإنصاف الباكستانية |       | [ 5 ]  |